# Sierra de Pacaraima
La sierra de Pacaraima (en portugués: Serra Pacaraima; en inglés: Pacaraima Mountains) son unas montañas en América del Sur que se encuentran en la parte sureste de Venezuela, específicamente en el estado Bolívar, formando parte del Parque Nacional Canaima y comparte frontera con Brasil. Se extiende de oeste a este por más de 800 kilómetros (500 millas). Su pico más alto es el Monte Roraima con 2810 metros (9220 pies) sobre el nivel del mar, rodeado de acantilados de 300 metros (980 pies) de alto.